# Petrus van der Velden

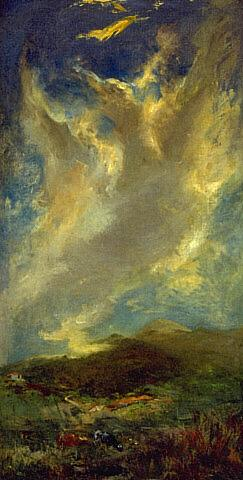
Sturmwolke

Petrus van der Velden (* 5. Mai 1837 in Rotterdam; † 11. November 1913 in Auckland, Neuseeland) war ein niederländischer Maler und Lithograf, tätig ab 1890 in Neuseeland und Australien.
Petrus begann ungefähr im Alter von 13 Jahren mit dem Zeichenunterricht am „Schilderkundig genootschap“ und begann ein Jahr später eine Ausbildung im lithografischen Handel. 1858 gründete er gemeinsam mit J. G. Zijderman eine Lithografiedruckerei in Rotterdam. 1867 schloss er das Druckgeschäft und widmete sich der Malerei.
Ab 1868 war er Student der Academie voor Beeldende Kunsten Rotterdam. 
1869 wurde van der Velden nach einem Stipendium von König Wilhelm III. an der Preußischen Akademie der Künste in Berlin eingeschrieben und war im folgenden Jahr in Honfleur und der Normandie in Frankreich tätig. 
Mit dem Ausbruch des Deutsch-Französischen Krieges kehrte van der Velden nach Dordrecht zurück. 
Am 28. Dezember 1874 wurde van der Velden als ordentliches Mitglied des Pulchri-Studios in Den Haag aufgenommen und zog Anfang des folgenden Jahres in diese Stadt. Am 3. August 1876 heiratete er in Rotterdam Sophia Wilhelmina Eckhart, ebenfalls aus Rotterdam und Schwester des Bildhauers David Eckhart. Nach ihrer Heirat zogen sie nach Wassenaar in der Nähe von Den Haag. Sie hatten drei Kinder: Wilhelm, Gerard und Hendrika Alice. 
Von 1876 bis 1878 war er Superintendent des Salons im Pulchri Studio. In den 1880er Jahren wandte er sich zunehmend der Landschaftsmalerei zu. Während sein frühes Werk unter dem Einfluss von Jozef Israëls entstanden war, erinnerten die späteren Gemälde an Hendrik Willem Mesdag. 
Im April 1890 verließ die Familie die Niederlande und bestieg in London die Orizaba nach Melbourne, Australien. Sie kamen am 21. Juni 1890 in Lyttelton, Neuseeland, an Bord der Waihora an. Die Familie siedelte sich in Christchurch an. 
Am 1. Mai 1899 starb Sophia van der Velden. Am 4. Februar 1904 heiratete er Australia Wahlberg. Die Jahre von 1898 bis 1904 verbrachte er in Australien.
Er malte, zeichnete und aquarellierte Innenräume, Figuren und Landschaften, insbesondere Landschaften mit Gewitterwolken.
Er lebte und arbeitete in Rotterdam bis 1868, in Berlin bis 1869, in Dordrecht 1870, in Marken von 1871 bis 1873, in Rotterdam 1874, in Den Haag 1875, in Wassenaar bis 1884, in Den Haag bis 1888 und in Noordwijk. Er lebte von 1890 bis 1898 in Neuseeland, in Sydney (Australien) von 1898 bis 1904 und in Christchurch (Neuseeland) ab 1904.